# Z5型駆逐艦
| Z5型駆逐艦 | Z5型駆逐艦                                         | Z5型駆逐艦                                         |
| ---------- | -------------------------------------------------- | -------------------------------------------------- |
|            |                                                    |                                                    |
| 艦級概観   |                                                    |                                                    |
| 艦種       | 駆逐艦                                             | 駆逐艦                                             |
| 艦名       | 第一次世界大戦で戦死した、ドイツ帝国海軍の軍人の名 | 第一次世界大戦で戦死した、ドイツ帝国海軍の軍人の名 |
| 就役       | 1937年（Z5）                                       | 1937年（Z5）                                       |
| 退役       | 1958年（Z15）                                      | 1958年（Z15）                                      |
| 前級       | 1934型（Z1型）                                     | 1934型（Z1型）                                     |
| 次級       | 1936型（Z17型）                                    | 1936型（Z17型）                                    |
| 性能諸元   |                                                    |                                                    |
| 排水量     | 基準 （公称）2,232t（Z9以降は2,270t）              | 基準 （公称）2,232t（Z9以降は2,270t）              |
| 全長       | 121m                                               | 121m                                               |
| 水線長     |                                                    |                                                    |
| 全幅       | 11.3m                                              | 11.3m                                              |
| 吃水       | 4.2m                                               | 4.2m                                               |
| 機関       | 蒸気タービン6基 2軸推進                            | 70,000hp                                           |
| 速力       | 38ノット                                           | 38ノット                                           |
| 航続距離   | 2,700海里（巡航速度19ノット）                      | 2,700海里（巡航速度19ノット）                      |
| 乗員       | 325人                                              | 325人                                              |
| 兵装       | 45口径127mm単装砲                                  | 5門                                                |
| 兵装       | 83口径37mm単装機関砲                               | 4門                                                |
| 兵装       | 65口径20mm単装機関砲                               | 6門                                                |
| 兵装       | 533mm4連装魚雷発射管                               | 2基                                                |
| 兵装       | 爆雷投射機                                         | 4基                                                |
| 兵装       | 爆雷または機雷                                     | 60発                                               |

Z5型駆逐艦（1934A型駆逐艦：Zerstörer 1934A）はドイツ海軍の駆逐艦である。1937年から1938年にかけて12隻が就役している。

## 概要

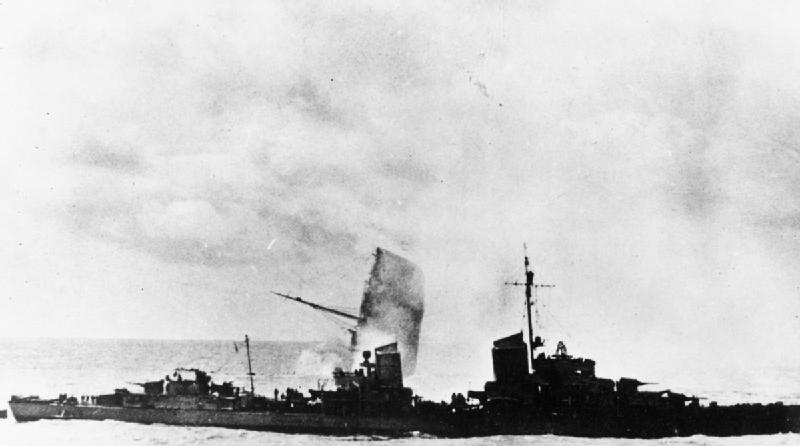
1940年4月にノルウェーで撮られた「ハンス・ロディ」。

ヴェルサイユ条約によって基準排水量800t以上の駆逐艦の建造・保有を禁止されたドイツは、1923年からメーヴェ型やヴォルフ型を制限枠ぎりぎりで建造していたのだが、1933年から計画された海軍増備計画で大型駆逐艦の建造を決定した。翌年から建造を開始し、始めにZ1型を建造したが、機関の振動などにより期待された性能を発揮できなかったため、新たに本型が建造されることになった。
基本的にはZ1型の設計を流用しているが、凌波性向上のために船首楼を若干高くしている。Z5～Z8の4隻はZ1型と同じ機関を搭載しているが、Z9以降の艦はより高温・高圧のボイラーに変更したため、最高速力と排水量が若干増加している。
全艦が第二次世界大戦で実戦参加し、7隻が失われ、大戦を生き残った5隻は連合国側に引き渡され、ソ連に引き渡されたZ15は1958年まで使用されている。また、大戦中盤まで残存していた艦にはレーダーの装備や対空兵装の強化などが行われている。

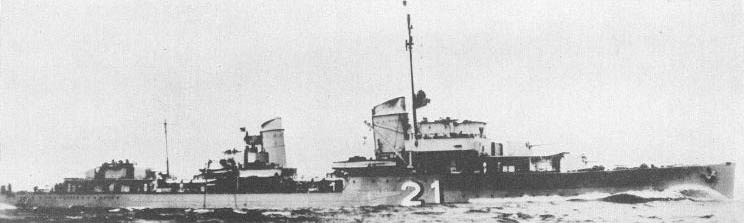
写真はパウル・ヤコビ

## 同型艦
| 艦名                                                     | 造船所                                     | 起工            | 進水           | 就役           | 備考                                                                              |
| -------------------------------------------------------- | ------------------------------------------ | --------------- | -------------- | -------------- | --------------------------------------------------------------------------------- |
| Z5 パウル・ヤコビ （Paul Jacobi）                        | DeSchiMag、ブレーメン造船所                | 1935年 7月15日  | 1936年 3月24日 | 1937年 6月29日 | フランス海軍に賠償艦として譲渡、Desaixと再命名の上で就役。 1958年解体。           |
| Z6 テオドール・リーデル （Theodor Riedel）               | DeSchiMag、ブレーメン造船所                | 1935年 7月18日  | 1936年 4月22日 | 1937年 7月2日  | フランス海軍に賠償艦として譲渡、Kleberと再命名の上で就役。 1958年解体。           |
| Z7 ヘルマン・シェーマン （Hermann Schoemann）            | DeSchiMag、ブレーメン造船所                | 1935年 9月7日   | 1936年 7月16日 | 1937年 9月9日  | 1942年3月2日 イギリス軽巡エディンバラの砲撃により大破、自沈処分。                 |
| Z8 ブルーノ・ハイネマン （Bruno Heinemann）              | DeSchiMag、ブレーメン造船所                | 1936年 1月14日  | 1936年 9月15日 | 1938年 1月8日  | 1942年1月25日 カレー沖にて触雷・沈没。                                            |
| Z9 ヴォルフガング・ツェンカー （Wolfgang Zenker）        | Germaniawerft、キール造船所                | 1935年 3月23日  | 1936年 3月27日 | 1938年 7月2日  | 1940年4月13日 第2次ナルヴィク海戦にて大破、自沈処分。                             |
| Z10 ハンス・ロディ （Hans Lody）                         | Germaniawerft、キール造船所                | 1935年 4月1日   | 1936年 5月14日 | 1938年 9月13日 | イギリス海軍に賠償艦として接収、試験艦として使用。 1946年から1949年にかけて解体。 |
| Z11 ベルント・フォン・アルニム （Bernd von Arnim）       | Germaniawerft、キール造船所                | 1935年 4月26日  | 1936年 7月8日  | 1938年 12月6日 | 1940年4月13日 第2次ナルヴィク海戦にて大破、自沈処分。                             |
| Z12 エーリッヒ・ギーゼ （Erich Giese）                   | Germaniawerft、キール造船所                | 1935年 5月3日   | 1937年 3月12日 | 1939年 3月4日  | 1940年4月13日 第2次ナルヴィク海戦にて撃沈。                                       |
| Z13 エーリッヒ・ケルナー （Erich Koellner）              | Germaniawerft、キール造船所                | 1935年 10月12日 | 1937年 3月18日 | 1939年 3月28日 | 1940年 4月13日、第2次ナルヴィク海戦にて撃沈。                                     |
| Z14 フリードリヒ・イーン （Friedrich Ihn）               | ブローム・ウント・フォス、ハンブルク造船所 | 1935年 3月30日  | 1935年 11月5日 | 1938年 4月6日  | ソ連海軍に賠償艦として譲渡、Прыткий（Prytkiy）として再就役 1952年解体。           |
| Z15 エーリッヒ・シュタインブリンク （Erich Steinbrinck） | ブローム・ウント・フォス、ハンブルク造船所 | 1935年 5月30日  | 1936年 9月24日 | 1938年 5月31日 | ソ連海軍に賠償艦として譲渡、Пылкий（Pylkiy）として再就役。 1958年解体。           |
| Z16 フリードリヒ・エッコルト （Friedrich Eckoldt）       | ブローム・ウント・フォス、ハンブルク造船所 | 1935年 11月14日 | 1937年 3月21日 | 1938年 7月28日 | 1942年12月31日 バレンツ海海戦にてイギリス軽巡シェフィールドの砲撃により撃沈。     |